# Micromus fanfai
Micromus fanfai är en insektsart som beskrevs av Monserrat 1993. Micromus fanfai ingår i släktet Micromus och familjen florsländor. Inga underarter finns listade i Catalogue of Life.